# Temperatura jasnościowa

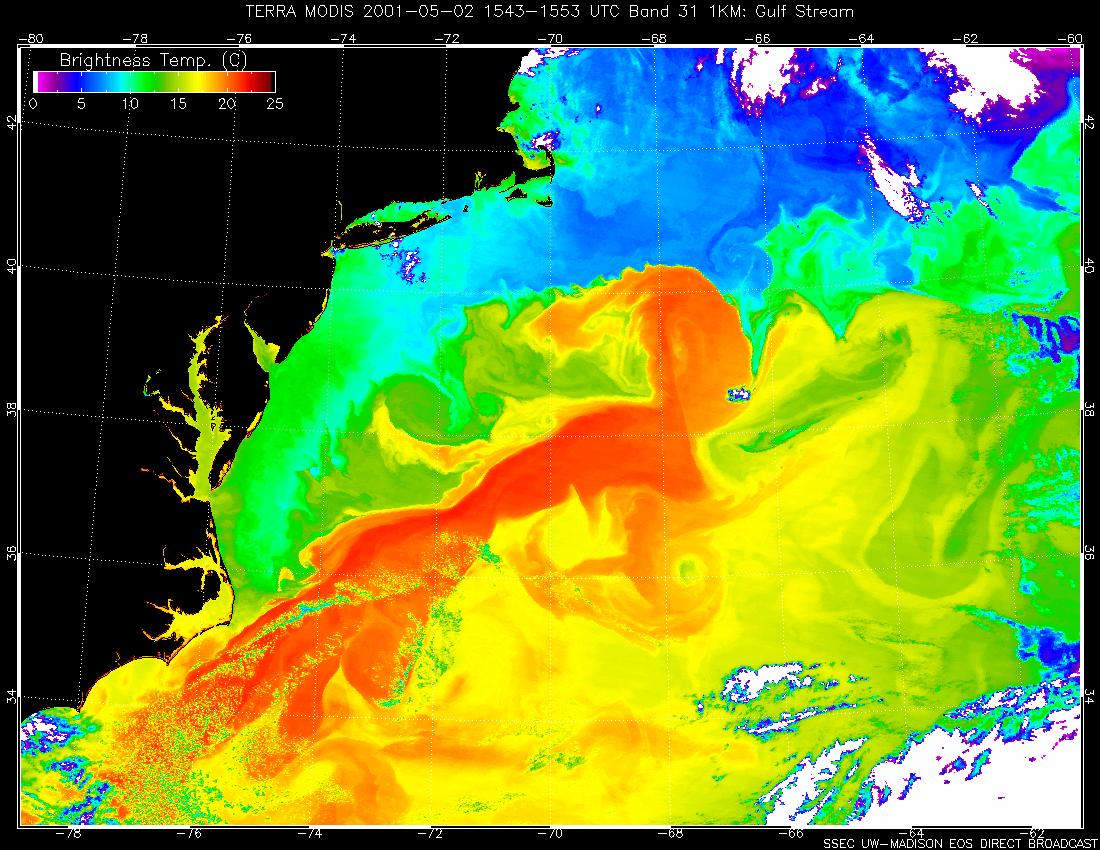
Zdjęcie temperatury jasnościowej powierzchni oceanu oraz atmosfery obserwowanej z przestrzeni kosmicznej przez instrument MODIS. Różne kolory odpowiadają różnym temperaturom.

Temperatura jasnościowa – temperatura obliczona na podstawie pomiarów odbieranego promieniowania elektromagnetycznego, często dla fal w podczerwieni lub promieniowania mikrofalowego. 
Używane najczęściej w radioastronomii i teledetekcji satelitarnej (prezentacji zdjęć satelitarnych).